# 因為是AKB48
《因為是AKB48》（日语： Nantettatte AKB48）是日本女子偶像團體AKB48的第10張專輯、以及第7張錄音室專輯。2024年12月25日由日本環球音樂發售。

## 概要
本作為前作《那個黎明，我們都知道》發行6年後推出的第10張專輯。本作的概念為"偶像時光機"；由AKB48成員翻唱昭和、平成、令和的偶像歌曲。分為初回限定盤、通常盤、及Official Shop盤，合共三個版本同時發行。
本專輯的主打歌為翻唱小泉今日子的第17張單曲《因為是偶像》。選拔成員相較於最近發行的第64張單曲《戀愛卡住了》減少2名為16人。無單曲選拔經驗的岩立沙穗、鈴木久留美和武藤小麟為初次進入選拔。其中岩立沙穗在加入AKB48將近13年後才首度進入選拔名單，因此打破整個48集團中最晚成為選拔成員的紀錄。《戀愛卡住了》的選拔成員中，田口愛佳、徳永羚海、長友彩海、正鋳真優、山﨑空未進入選拔。
11月20日，0時開始先行配信，16名選拔成員於（東京電視台）中初披露。
12月25日，21時30分於YouTube的AKB48官方頻道中公開MV；MV導演為石原慎（DADAB INC.）、創意總監為満永隆哉（HYTEK Inc.）。

## 封面寫真
| 初回限定盤      | 「因為是AKB48」選抜成員16名                                                          |
| 通常盤          | 岩立沙穗、八木愛月、武藤小麟、村山彩希、下尾美羽、大盛真歩、倉野尾成美               |
| Official Shop盤 | 小栗有以、村山彩希、山內瑞葵                                                         |
| 先行配信        | 「因為是AKB48」選抜成員16名                                                          |
| Bundling配信    | 佐藤綺星、向井地美音、橋本惠理子、村山彩希、千葉惠里、鈴木久留美、秋山由奈、水島美結 |

## 收錄曲目
| CD   | CD                     | CD               | CD             | CD   |
| 曲序 | 曲目                   |                  | 作曲           | 时长 |
| ---- | ---------------------- | ---------------- | -------------- | ---- |
| 1.   | 小男孩 (年下の男の子)              | 千家和也         | 穂口雄右       | 3:32 |
| 2.   | UFO                    | 阿久悠           | 都倉俊一       | 3:15 |
| 3.   | Cherry blossom (チェリーブラッサム)      | 三浦徳子         | 財津和夫       | 3:21 |
| 4.   | 穿越時空的少女（時をかける少女)      | 松任谷由実       | 松任谷由実     | 3:49 |
| 5.   | 因為是偶像 (なんてったってアイドル)          | 秋元康           | 筒美京平       | 4:07 |
| 6.   | DESIRE -情熱-          | 阿木燿子         | 鈴木キサブロー | 4:21 |
| 7.   | 再見 ()                | 秋元康           | 高橋研         | 3:51 |
| 8.   | 寂寞的熱帶魚 (淋しい熱帯魚)        | 及川眠子         | 尾関昌也       | 4:29 |
| 9.   | Body & Soul            | 伊秩弘将         | 伊秩弘将       | 5:04 |
| 10.  | LOVE MACHINE（LOVEマシーン）       | 淳君             | 淳君           | 5:01 |
| 11.  | 行動吧！怪盜少女（行くぜっ!怪盜少女）   | 前山田健一       | 前山田健一     | 3:48 |
| 12.  | 你就是希望（君の名は希望）         | 秋元康           | 杉山勝彥       | 5:23 |
| 13.  | OTONABLUE（オトナブルー）          | ATARASHII GAKKO! | yonkey         | 3:04 |
| 14.  | 我太可愛了，對不起（可愛くてごめん） | shito            | shito          | 3:38 |

## 選拔成員
※以下各曲的參與成員名單，皆以各成員在專輯發行時點的情況為準。

### 小男孩
- 正規成員：徳永羚海、布袋百椛
- 研究生：秋山由奈

### UFO
- 正規成員：平田侑希、水島美結

### Cherry blossom
- 正規成員：小栗有以

### 穿越時空的少女
- 正規成員：倉野尾成美、下尾美羽、田口愛佳（日语：田口愛佳）、福岡聖菜、向井地美音
- 研究生：成田香姫奈

### 因為是偶像
（中心成員：村山彩希）
- 正規成員：岩立沙穗、大盛真步、小栗有以、倉野尾成美、佐藤綺星（日语：佐藤綺星）、下尾美羽、鈴木久留美、千葉惠里、橋本恵理子、水島美結、向井地美音、武藤小麟、村山彩希、山內瑞葵
- 研究生：秋山由奈、八木愛月

### DESIRE -情熱-
- 正規成員：村山彩希

### 再見
- 正規成員：岩立沙穂、鈴木久留美、髙橋彩音、永野芹佳、橋本陽菜、武藤小麟

### 寂寞的熱帶魚
- 正規成員：佐藤綺星
- 研究生：八木愛月

### Body & Soul
- 正規成員：山內瑞葵、山﨑空
- 研究生：新井彩永、山口結愛

### LOVE MACHINE
（中心成員：八木愛月）
- 除了已於8月30日宣布畢業的込山榛香以外的AKB48全員。

### 行動吧！怪盜少女
「19期研究生」名義
- 研究生：伊藤百花、花田藍衣、川村結衣、奧本凱莉、白鳥沙憐

### 你就是希望
- 正規成員：太田有紀、大盛真歩（日语：大盛真歩）、千葉恵里、長友彩海、畠山希美
- 研究生：久保姫菜乃、迫由芽実

### OTONABLUE
- 正規成員：坂川陽香、橋本恵理子、正鋳真優
- 研究生：工藤華純

### 我太可愛了，對不起
- 研究生：伊藤百花